# François Dubois (1790-1871)
Pour les articles homonymes, voir François Dubois (1529-1584) et Dubois.
François Dubois né le 10 mai 1790 à Paris où il est mort le 7 février 1871 est un peintre néo-classique français.

## Biographie
Élève du peintre Jean-Baptiste Regnault, François Dubois est lauréat du prix de Rome en 1819 pour son œuvre Thémistocle se réfugie chez Admète, roi des Molosses.

## Œuvres dans les collections publiques
- Paris :
  - École nationale supérieure des beaux-arts : Thémistocle se réfugie chez Admète, roi des Molosses, 1819.
  - musée Carnavalet : Érection de l'obélisque de Louxor sur la place de la Concorde le 25 octobre 1836[3].
- Quimper, musée des Beaux-Arts : Le Sommeil d'Oreste, vers 1820, huile sur toile, 129 × 161,5 cm[2].
- Versailles, château de Versailles : La Garde nationale célèbre dans la cour du Palais-Royal, l'anniversaire de la naissance du roi, 6 octobre 1830, 1837, huile sur toile[4].

Œuvres de François Dubois
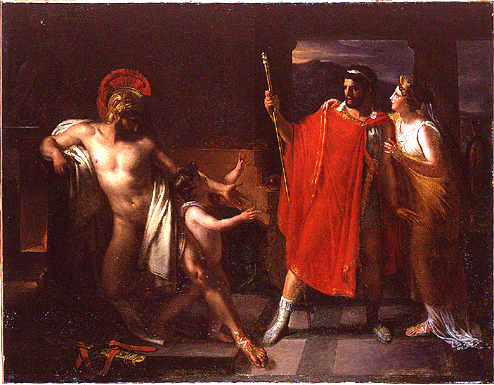
Thémistocle se réfugie chez Admète, roi des Molosses (1819), Paris, École nationale supérieure des beaux-arts.
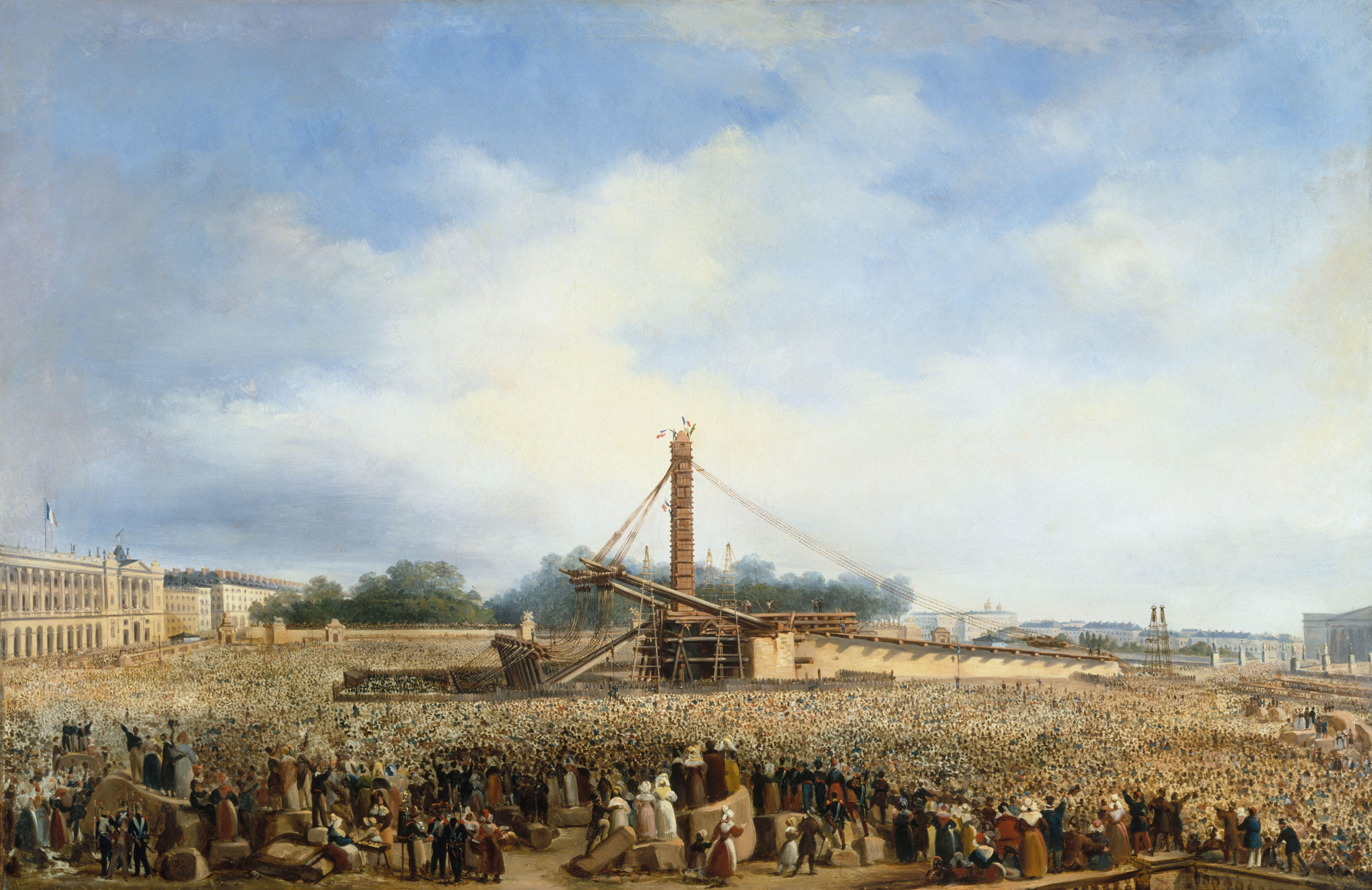
Érection de l'obélisque de Louxor sur la place de la Concorde le 25 octobre 1836 (1836), Paris, musée Carnavalet.
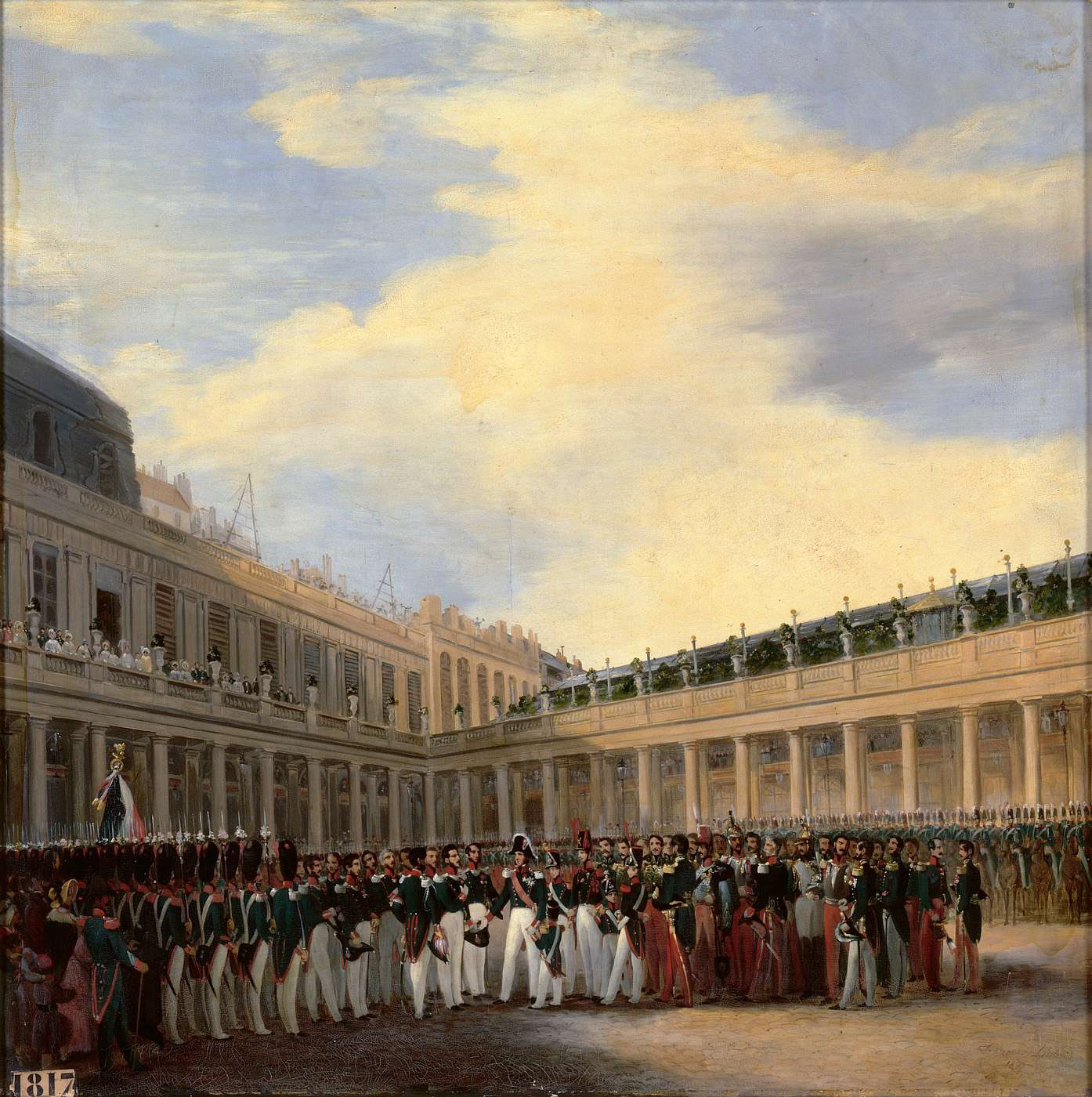
La Garde nationale célèbre dans la cour du Palais-Royal, l'anniversaire de la naissance du roi, 6 octobre 1830 (1837), château de Versailles.